# Seznam zastav z zvezdo
Tu so zbrane zastave držav sveta in odvisnih območij, ki vsebujejo eno ali več zvezd.

## Ena zvezda
- Zastava Alžirije
- Zastava Angole
- Zastava Antigve in Barbude
- Zastava Azerbajdžana
- Zastava Burkina Fasa
- Zastava Čila
- Zastava Džibutija
- Zastava Etiopije
- Zastava Gane
- Zastava Gvineje Bissau
- Zastava Izraela
- Zastava Jordanije
- Zastava Kameruna
- Zastava Vzhodnega Konga
- Zastava Kube
- Zastava Liberije
- Zastava Maroka
- Zastava Mavretanije
- Zastava Mjanmara
- Zastava Nauruja
- Zastava Pakistana
- Zastava Portorika (ozemlje ZDA)
- Zastava Senegala
- Zastava Severne Koreje
- Zastava Severnih Marijanskih otokov (v politični uniji z ZDA)
- Zastava Srednjeafriške republike
- Zastava Surinama
- Zastava Toga
- Zastava Tunizije
- Zastava Turčije
- Zastava Vietnama
- Zastava Vzhodnega Timorja
- Zastava Zimbabveja

## Dve zvezdi
- Zastava Hrvaške
- Zastava Nepala
- Zastava Paname
- Zastava Svetega Krištofa in Nevisa
- Zastava Svetega Tomaža in Princa
- Zastava Sirije

## Tri zvezde
- Zastava Burundija
- Zastava Slovenije

## Štiri zvezde
- Zastava Komorov
- Zastava Mikronezije
- Zastava Nove Zelandije

## Pet zvezd
- Zastava Hondurasa
- Zastava Kitajske
- Zastava Niueja (v svobodni zvezi z Novo Zelandijo)
- Zastava Nizozemskih Antilov (odvisna država Kraljevine Nizozemske)
- Zastava Papuanske Nove Gvineje
- Zastava Salomonovih otokov
- Zastava Samoe
- Zastava Singapurja
- Zastava Turkmenistana

## Šest zvezd
- Zastava Avstralije

## Sedem zvezd
- Zastava Grenade
- Zastava Tadžikistana

## Osem zvezd
- Zastava Venezuele

## Devet zvezd
- Zastava Bosne in Hercegovine
- Zastava Tuvaluja

## Deset zvezd
- Zastava Dominike

## Dvanajst zvezd
- Zastava Uzbekistana

## Petnajst zvezd
- Zastava Cookovih otokov (v svobodni zvezi z Novo Zelandijo)

## Petdeset zvezd
- Zastava Združenih držav Amerike